# كيكو (لاعب كرة قدم)
كيكو (بالإسبانية: Francisco Pomares)‏ (21 سبتمبر 1998 في إسبانيا - ) هو لاعب كرة قدم إسباني في مركز الظهير.

## وصلات خارجية
- كيكو (لاعب كرة قدم) على موقع قاعدة بيانات كرة القدم.إي يو (الإنجليزية)
- كيكو (لاعب كرة قدم) على موقع ناشيونال فوتبول تيمز (الإنجليزية)
- كيكو (لاعب كرة قدم) على موقع Soccerway.com (الإنجليزية)
- كيكو (لاعب كرة قدم) على موقع عالم كرة القدم.نت (الإنجليزية)